# غول من
غول من (به انگلیسی: My Giant) یک فیلم کمدی آمریکایی محصول سال ۱۹۹۸ به گردانی مایکل لمان است.

## بازیگران
- بیلی کریستال
- گورگه مرشان
- کاتلین کویینلان
- یوآنا پاتسوا
- دن کستلانتا
- استیون سیگال در نقش خودش
- دوریس رابرتس
- جری برنز
- رایدر استرانگ[۲][۳]